# Melitaea neera
Melitaea neera är en fjärilsart som beskrevs av Fischer-waldheim 1840. Melitaea neera ingår i släktet Melitaea och familjen praktfjärilar. Inga underarter finns listade i Catalogue of Life.